# Stazione di Cros-de-Cagnes
La stazione di Cros-de-Cagnes è una fermata ferroviaria della linea Marsiglia-Ventimiglia a servizio dell'omonima località del comune di Cagnes-sur-Mer, nel dipartimento delle Alpi Marittime.

## Strutture e impianti
La fermata ha due binari per servizio viaggiatori.

## Movimento
È servita da TGV e dal TER PACA (Treno regionale della PACA)